# Davide Bombana

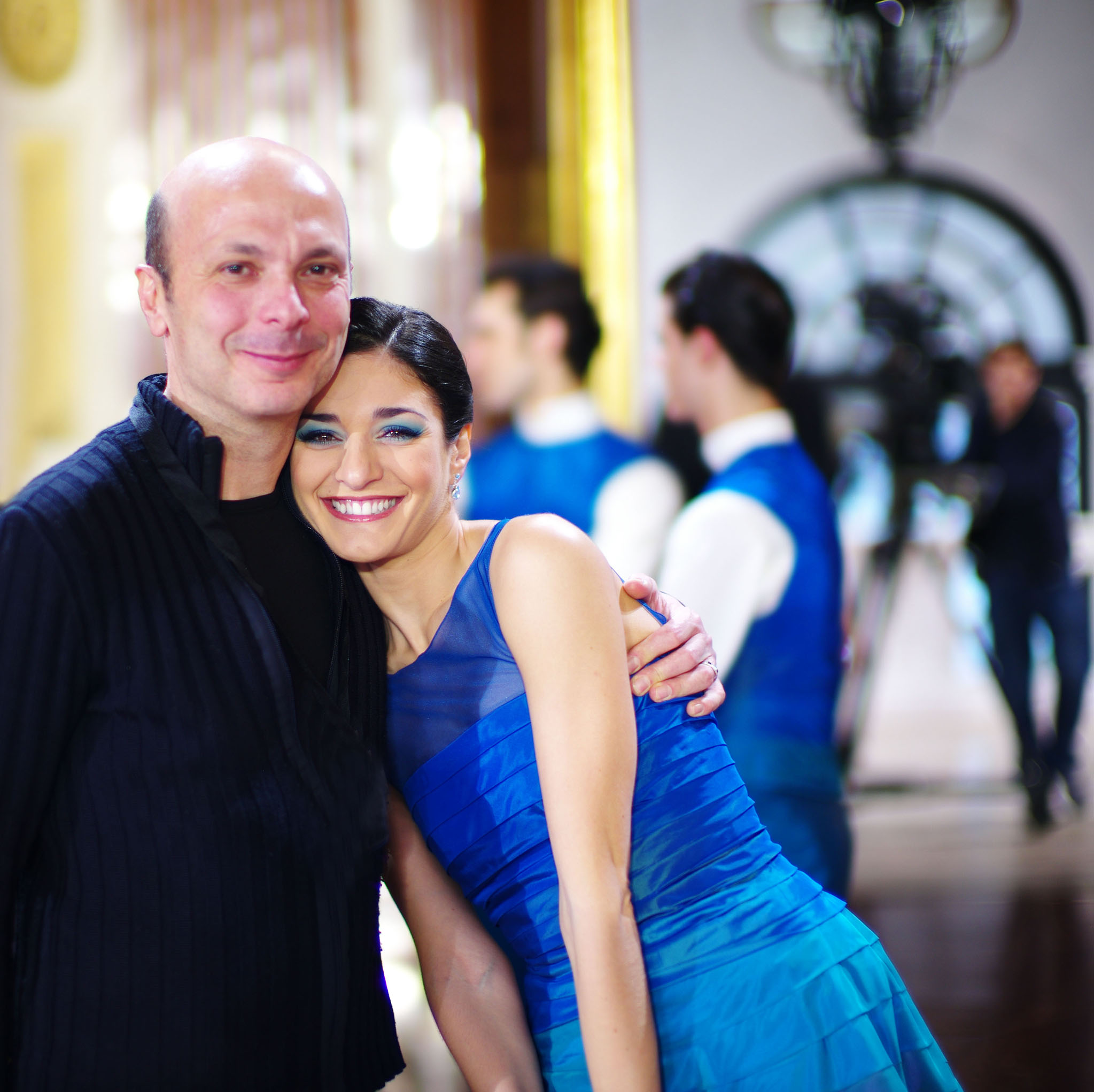
Davide Bombana mit der Tänzerin Ketevan Papava, 2012

Davide Bombana (* 24. Dezember 1958 in Mailand) ist ein italienischer Balletttänzer und Choreograf.

## Leben
Davide Bombana studierte an der Ballettschule der Mailänder Scala. Dort wurde er auch erstmals engagiert. Er debütierte in der Titelrolle von Feuervogel (Maurice Béjart) und trat anschließend in Werken von Béjart, Tetley, Nurejew, Jerome Robbins, George Balanchine und Falco auf. Bombana trat auch Engagements in Pennsylvania, Philadelphia, Glasgow sowie in London an, kehrte aber als Gast an die Scala zurück.
1986 bis 1991 wirkte er als Erster Solotänzer an der Bayerischen Staatsoper und war dort bis 1998 auch als Choreograf aktiv. Für München erarbeitete er u. a. Woyzeck-Fragmente, Schönberg opus 4 und die Ballette Luigi-Nono-Projekt sowie Ein Traumspiel nach August Strindberg.
1998/99 war er Ballettdirektor des Maggio Musicale Fiorentino und schuf das Ballett Teorema nach Pasolini. Inzwischen ist er international freischaffend aktiv, u. a. mit dem Ballet du Rhin und dem Ballet du Capitole de Toulouse, dem Queensland Ballet in Brisbane, dem Zaragoza Ballett in Spanien, dem Ballet de l’Opéra de Paris, dem Grand Ballet de Genève oder dem Aalto Ballett Essen.
Bombana wählt mit Vorliebe literarische Vorlagen für seine Handlungsballette: darunter sind Sujets wie Penthesilea, Woyzeck, Lolita oder Gefährliche Liebschaften.
Mit den Solisten des Wiener Staatsballetts hat er die Einlagen für das Neujahrskonzert 2012 und 2015 der Wiener Philharmoniker choreografiert.
Für seine Arbeiten erhielt er den Bayerischen Theaterpreis, den Benois de la Danse in Moskau und den Preis Danza e Danza in Italien.